# Hélder Lopes
Hélder Filipe Oliveira Lopes, noto semplicemente come Hélder Lopes (Vila Nova de Gaia, 4 gennaio 1989), è un calciatore portoghese, difensore dell'Hapoel Be'er Sheva.

## Biografia
È il fratello gemello di Tiago Jorge Oliveira Lopes.

## Carriera
Ha giocato nella massima serie portoghese col Paços Ferreira.

## Palmarès

### Club

#### Competizioni nazionali
- Campionato greco: 1

AEK Atene: 2017-2018
- Coppa d'Israele: 1

Hapoel Be'er Sheva: 2024-2025